# 丰茂街道
丰茂街道是中华人民共和国贵州省黔西南布依族苗族自治州贞丰县下辖的一个街道办事处。

## 行政区划
丰茂街道下辖以下村级行政区划单位：
坡旗社区、珉城社区、兴隆社区、白腊社区、西城社区、纳山村、对家寨村。